# Forces armées monténégrines

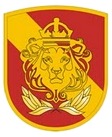
Emblème de l'armée de terre.

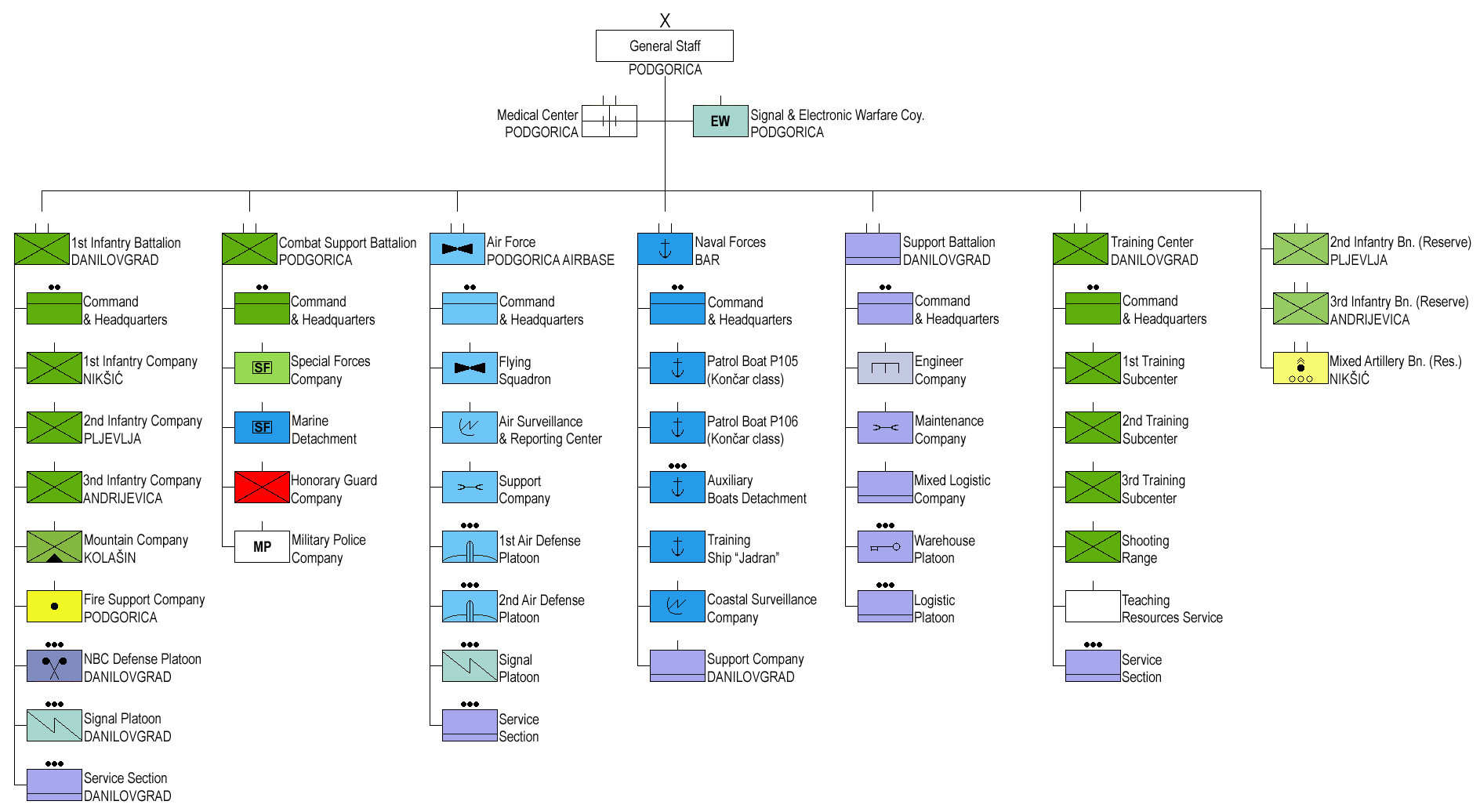
Organigramme en 2019 (cliquer pour agrandir)

Les forces armées monténégrines (en monténégrin : Vojska Crne Gore) consistent en une armée de terre, une marine et une armée de l'air. La conscription fut abolie en 2006 et l'armée est désormais entièrement professionnelle, comptabilisant 2 368 actifs dans ses rangs en 2020. La majorité de son équipement est héritée de la Communauté d'États de Serbie-et-Monténégro.
Elle a un budget de 26,5 millions d'euros en 2011 (soit 1,17 % du PNB) contre 61 millions en 2019 (soit 2,61 % du PNB) et ses fournisseurs étrangers sont principalement l'Autriche, l'Allemagne, la Russie, la Serbie et les États-Unis.
Le Monténégro est membre de l'OTAN depuis le 5 juin 2017. Ses quartiers-généraux sont situés à Podgorica et son commandant en chef est le président du Monténégro.
L'armée de terre à son origine en 2016 disposait d'une brigade d'infanterie et d'une brigade de forces spéciales regroupant des troupes de montagnes. En 2020, elle est regroupée dans un bataillon d'infanterie à quatre compagnies dont une de montage et un bataillon de support de combat, deux autres bataillons d'infanterie sont en réserve en cas de mobilisation. Son fusil d'assaut standard est depuis 2015 le HK G36.
La marine monténégrine dispose de l'essentiel de l'ancienne flotte de la Communauté d'États de Serbie-et-Monténégro, soit plus d'une dizaine de navires. Après le retrait de deux frégates en 2019, les plus importants éléments sont deux patrouilleurs de la classe Končar.
La force aérienne du Monténégro a aligne vers 2010 vingt-trois aéronefs (dont 11 hélicoptères Gazelle construit sous licence en Yougoslavie, 4 Soko G-4 Super Galeb, 3 Lola Utva 75, 2 Air Tractor AT-802, 2 PZL-Mielec M-18 Dromader) et 1 hélicoptère de transport Mil Mi-8. Depuis 2012, seuls des hélicoptères légers sont restés en service, soit en juin 2020, 4 a 6 Gazelle devant être retirés dans les années 2020 et 3 Bell 412, 2 Bell 505 Jet Ranger X ont été commandés.

## Galerie de photos

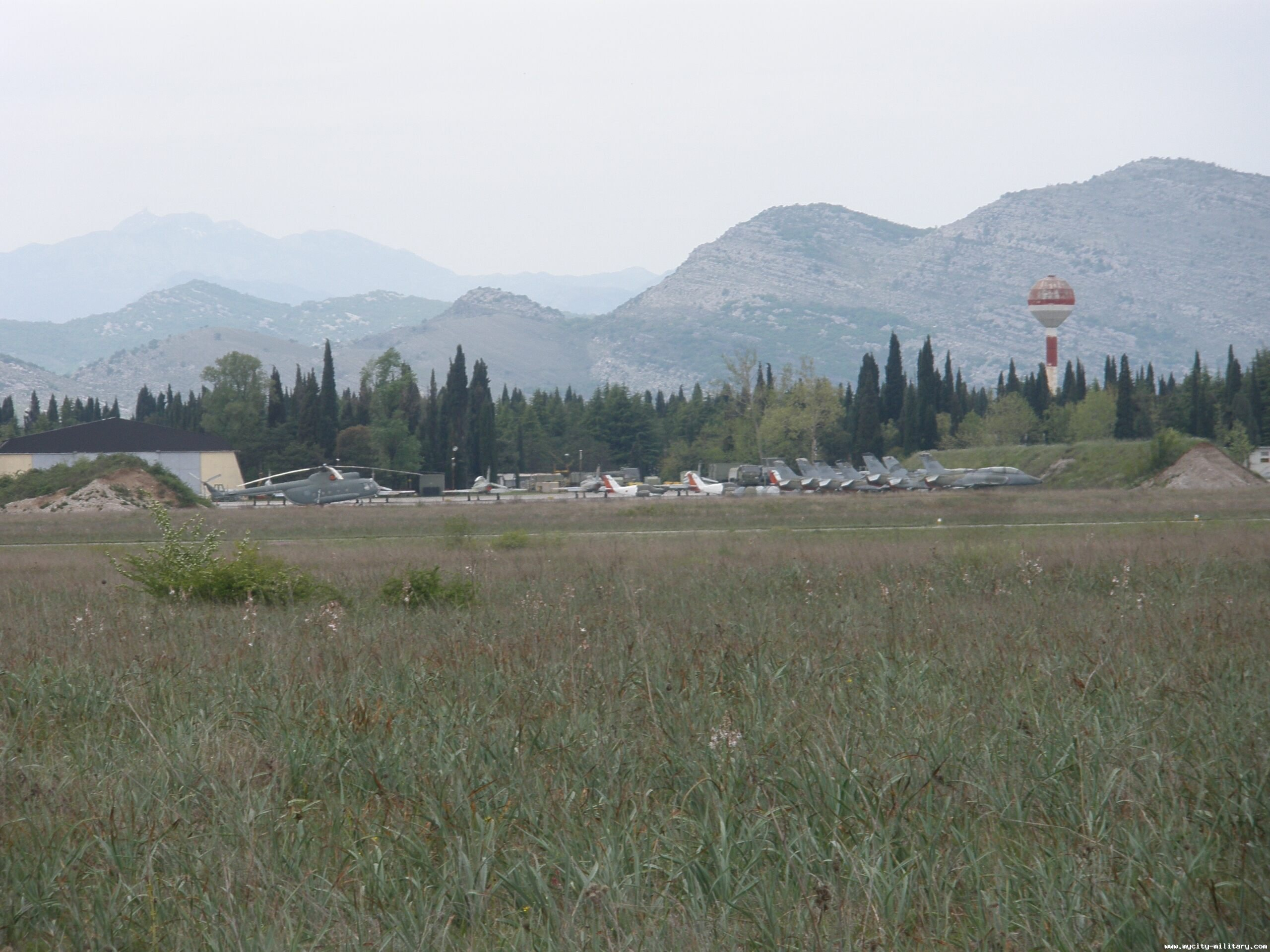
La base aérienne de Golubovci.
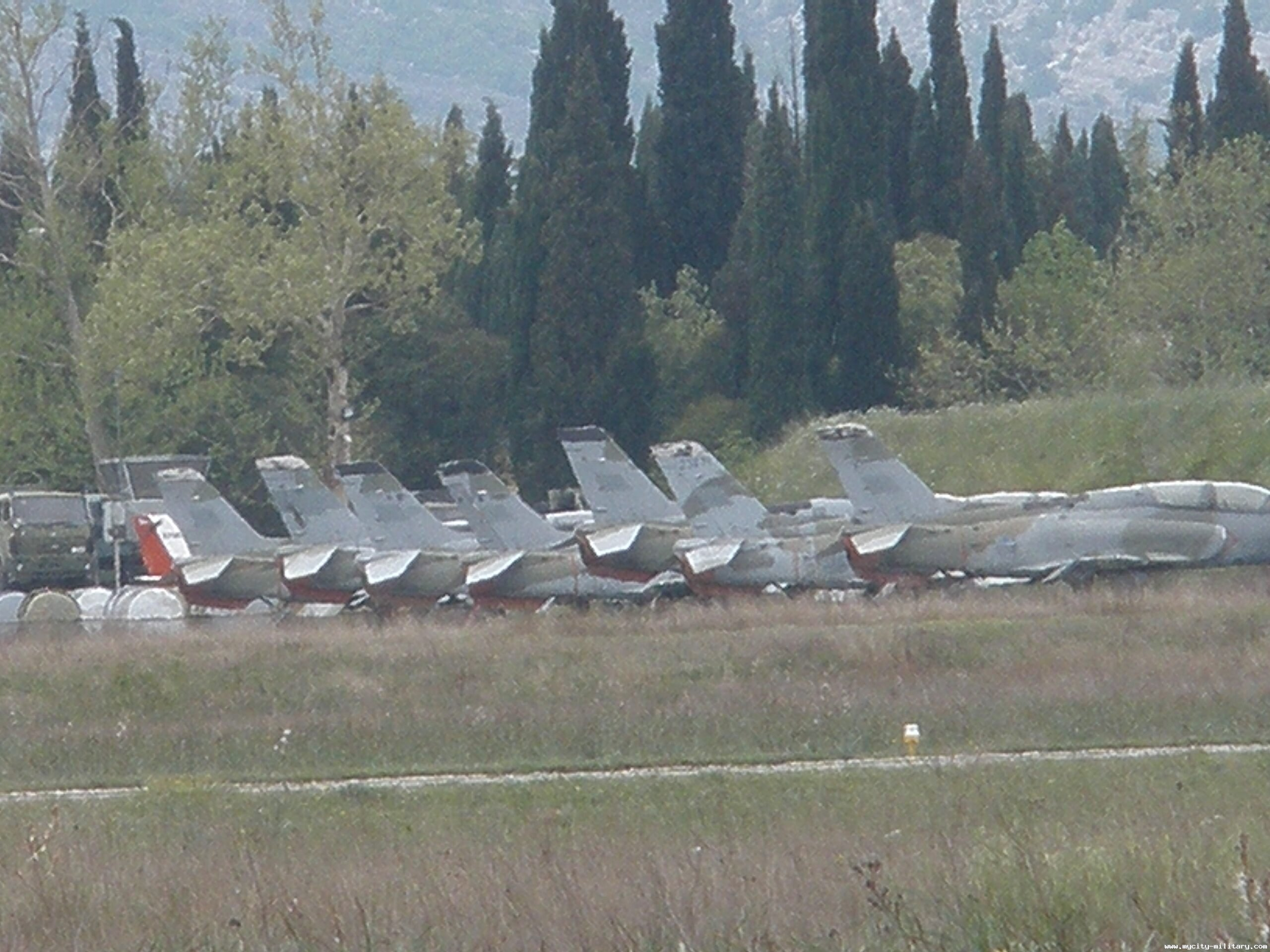
Les Soko G-4 Super Galeb de l'armée de l'air monténégrine.
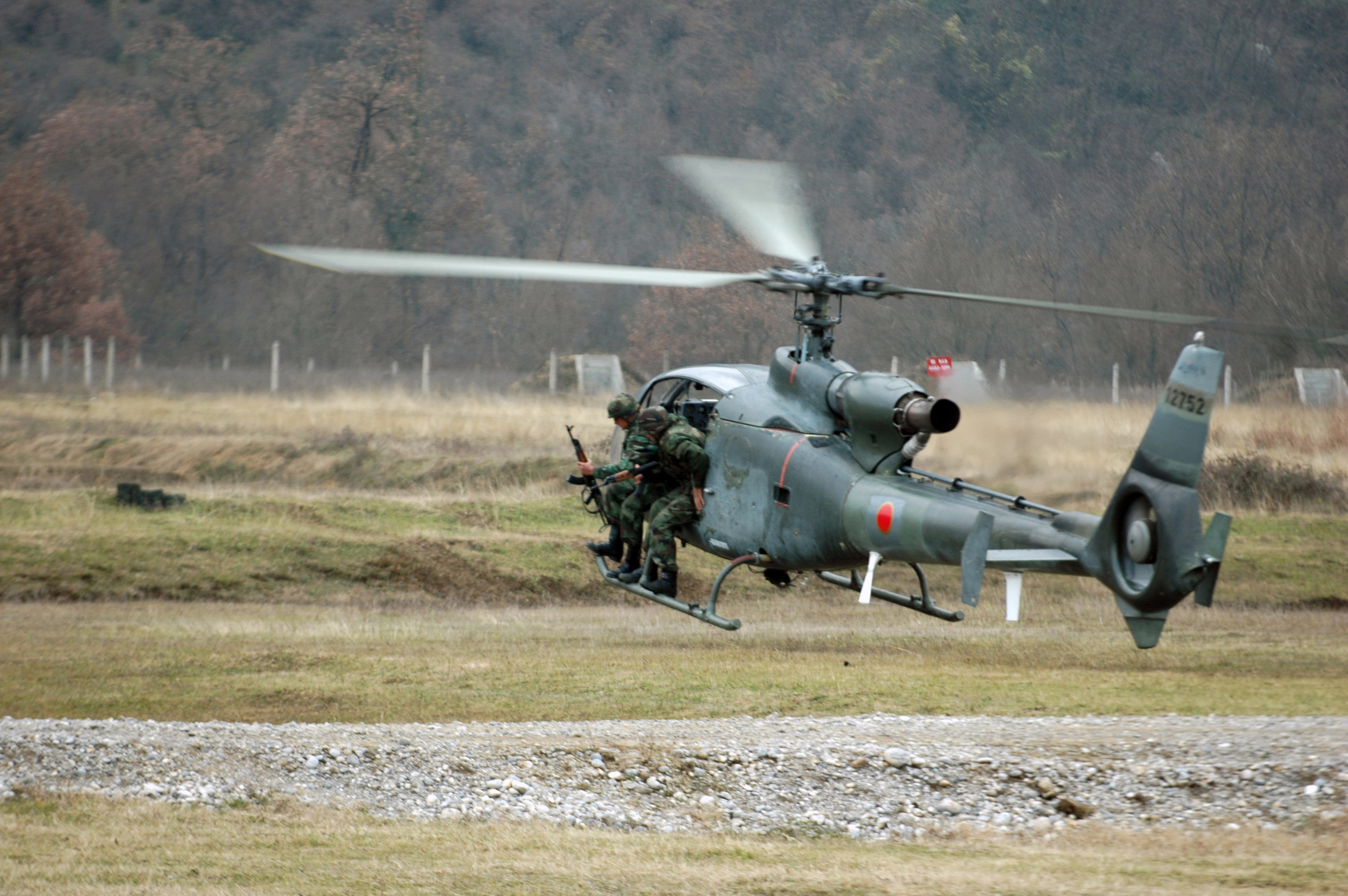
Hélicoptère Gazelle de l'armée de l'air monténégrine.
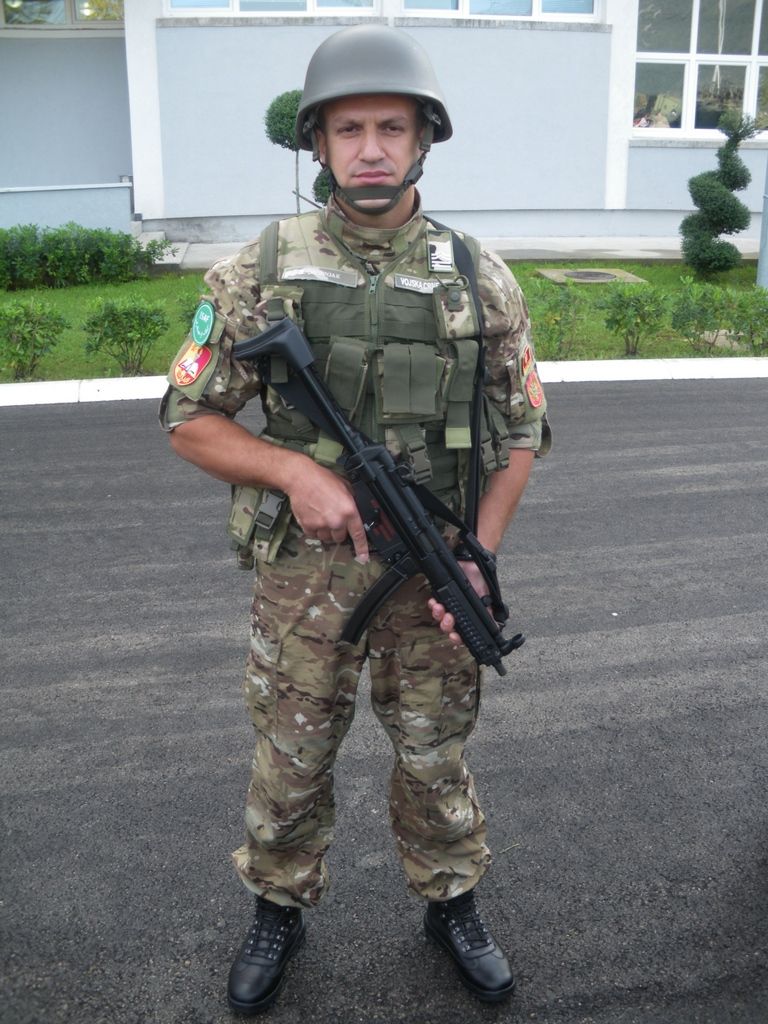
Un soldat du Monténégro avec un HK MP5.
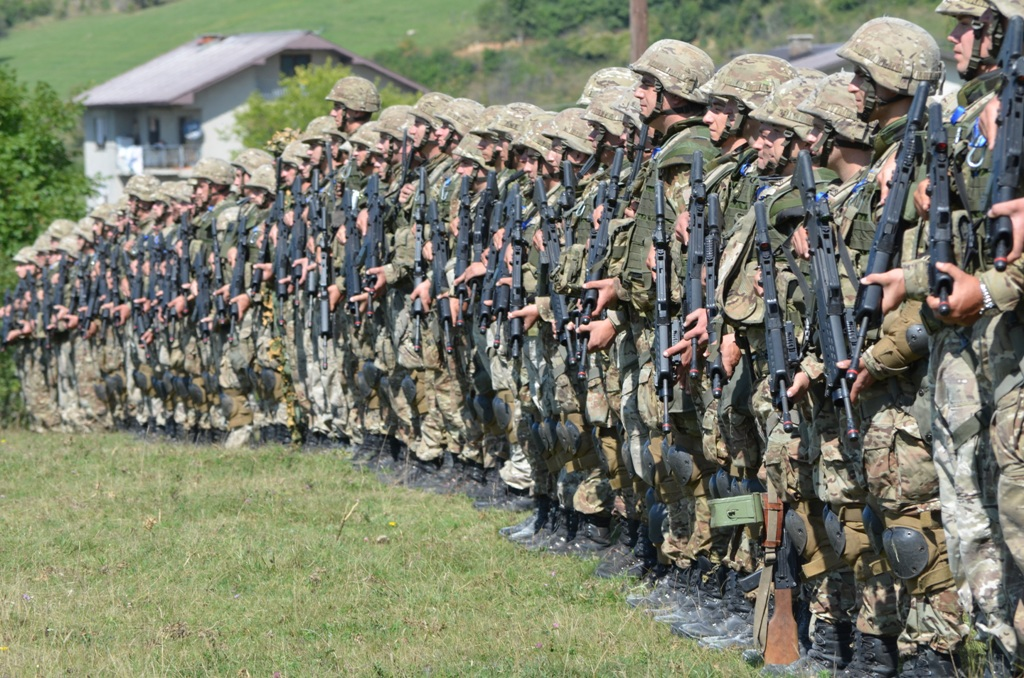
Une compagnie d'infanterie en 2015.
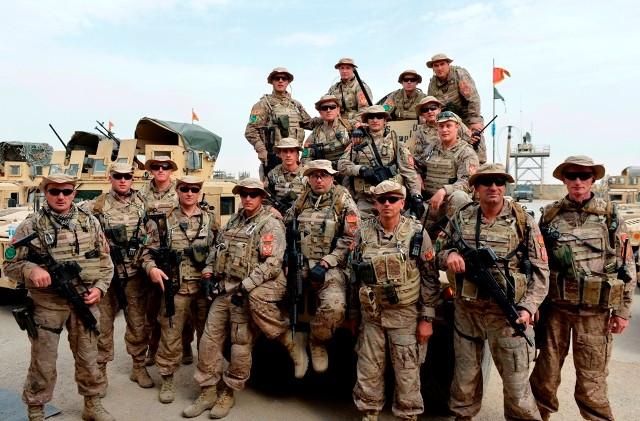
Une partie du détachement monténégrin durant la guerre d'Afghanistan.